# Magos a rutafa (Bárdos)
Bárdos Lajos Magos a rutafa című műve három egynemű karra feldolgozott felvidéki magyar népdalt tartalmaz:
1. Magos a rutafa
2. Hopp ide tisztán
3. Összegyűltek az izsapi lányok